# Рейнес, Ицхак Яаков
Ицхак Яаков (Исаак Яков, Ицхок-Яков) Рейнес (Райнес; 27 октября 1839, Карлин, Минская губерния — 20 августа 1915, Лида, Виленская губерния) — российский раввин, основатель религиозно-сионистского движения «Мизрахи», один из авторов программы поселения евреев в Эрец-Исраэль, один из авторов созыва конференции по учреждению Всемирной сионистской организации (1902).

## Биография
Ицхок-Яков Рейнес родился в пригороде Пинска Карлине в 1839 году. Посещал иешивы в Ейшишках и в Воложине, где и прошёл смиху. Раввином впервые стал в 1867, сначала в Шавкянах (Ковенская губерния, ныне Шаукены, Литва), а с 1969 года — в Свенцянах.
За 16 лет пребывания в Свенцянах Рейнес разработал план реформы преподавания Талмуда, который был изложен в двухтомном труде «Хотем Тохнит» (с ивр. — «Завершающий план», 1880—1881). Свои идеи, в которых главное место уделялось логическому анализу источников, противопоставляемому распространённой в те годы методике пилпула, он изложил на съезде представителей еврейских общин в Петербурге в 1882 году. Хотя в своей работе Рейнес опирался на такой авторитет еврейской мысли как Маймонид («Милот ха-хигайон», с ивр. — «Термины логики»), ультраортодоксальные раввины сочли его предложения слишком радикальными, и его планы реформы не получили поддержки на съезде.
Несмотря на неудачу на съезде, Рейнес поставил перед собой задачу доказать жизнеспособность своей программы и открыл в Свенцянах показательную иешиву, где помимо традиционного еврейского образования преподавались также общеобразовательные предметы и обучение в которой было рассчитано на 10 лет. Конечной целью было получение студентом образования — как религиозного, так и светского — которого было бы достаточно не только для смихи, но и для получения государственной лицензии раввина. Однако уже через четыре года из-за резкого противодействия ультраортодоксов иешива была закрыта, а сам Рейнес ненадолго перебрался в Манчестер, уже через три года вернувшись в Россию. С 1885 года он в течение 30 лет занимал место раввина в Лиде.
Одновременно с разработкой программы реформ еврейского образования раввин Рейнес проявлял интерес к еврейской политической мысли. Он стал участником движения «Ховевей Цион» сразу после его вознкновения и вместе с Шмуэлем Могилевером пропаганировал возвращение евреев в Эрец-Исраэль, в рамках которого сельскохозяйственный производительный труд будет сочетаться с изучением Торы. Идеи политического сионизма, продвигаемые Теодором Герцлем, нашли активную поддержку Рейнеса, который стал делегатом первых сионистских конгрессов. В 1898 году он выпустил книгу «Ора ве-симха» (с ивр. — «Свет и радость»), рассматривающую тему праздника Пурим с точки зрения сионизма, а в 1902 году — книгу «Новый свет над Сионом», включавшую полемику с раввинами, отвергавшими идеи сионизма.
Поддерживая политическую программу светских сионистских лидеров, раввин Рейнес в то же время выступал против их культурной программы, отвергая любое вмешательство политических кругов в религиозные вопросы. Когда в ходе 5-го сионистского конгресса произошло усиление светских фракций в сионистском движении, это вызвало у него опасения возможного разрыва между сионизмом и иудаизмом. В 1902 году Рейнес инициировал созыв в Вильне раввинской конференции, на которой было принято решение о создании религиозной фракции «Мизрахи» в составе Всемирной сионистской организации. В 1903 году, также по инициативе Рейнеса, начал издаваться первый печатный орган движения — «Ха-Мизрах» (редактором которого стал Зеэв Явец), а на следующий год в Пресбурге на учредительном съезде движения «Мизрахи» Рейнес был провозглашён его лидером.
В 1905 году при поддержке барона Гинцбурга и деятелей движения «Мизрахи» Рейнес снова основал экспериментальную иешиву, на сей раз в Лиде. В шестилетнюю программу обучения в новой иешиве помимо религиозных дисциплин было включено преподавание иврита и общеобразовательных предметов в рамках программы уездного училища; позже программа была пополнена преподаванием основ коммерции. Идеологическая основа новой системы преподавания изложена Рейнесом в трудах «Коль Яаков» (с ивр. — «Глас Иакова», 1908) и «Мишкенот Яаков» (с ивр. — «Обитель Иакова», 1910). Рейнес отстаивал точку зрения, что знание языка страны проживания и математики обязательно для нормального выполнения обязанностей раввина; он также выступал за получение общего образования еврейскими девушками.
Несмотря на центральную роль Земли Израильской в религиозно-политической доктрине «Мизрахи», сам Рейнес в 1903 году поддержал в качестве временного решения задач политического сионизма Угандийский план, предполагавший скорейшее создание еврейского национального очага за её пределами, исходя из постулата «Без народа Израиля нет и Сиона». В целом Рейнес был ближе к той части сионистских идеологов, которые предпочитали решать непосредственные практические задачи (вывод евреев из галута), чем к эсхатологическому пониманию сионизма в духе другого идеолога религиозного сионизма — Авраама Ицхака Кука. После 10-го сионистского конгресса в 1911 году часть членов движения «Мизрахи» покинула Всемирную сионистскую организацию. Рейнес, однако, не одобрил этого раскола, и верная ему часть «Мизрахи» продолжала сотрудничать со светскими сионистами до его смерти в 1915 году.

## Работы
Рукописное наследие раввина Яакова Рейнеса составляет около 100 томов, однако большая часть его не была издана . Среди изданных галахических работ Рейнеса:
- комментарии к книге «Эдут би-Йехосеф» его тестя Иосифа Розена (1866)[4];
- «Эдут бе-Яаков» («Свидетельство во Иакове», 1872, о роли свидетельских показаний в еврейском религиозном праве[2]);
- «Шаарей ора» («Врата света», 1886, толкования отдельных нюансов Аггады и Мидрашей[2]);
- «Урим гдолим» («Большие огни», 1887[2], демонстрация метода логического анализа галахических понятий[4])
- «Нод шель дмаот» («Сосуд слез», 1891, гомилетическая история преследований галутного еврейства[2]);
- «Ор шиват ха-ямим» («Свет первозданный», 1896, о значении праздников месяца Тишрей[2]);
- «Ха-галут» («Изгнание», исследование логики Вавилонского Талмуда[6]).

## Семья
Отец Ицхака Яакова Рейнеса, рабби Шломо Нафтали Рейнес, жил в Палестине, владел типографией в городе Цфат, но уехал оттуда, потеряв семью и имущество во время землетрясения 1837 года.
Сын, Моше Рейнес (1870—1891) — публицист, писал на иврите; опубликовал ряд работ на общественно-политическую тематику, включая очерк по истории русской еврейской культуры «Руах ха-зман» (с ивр. — «Дух времени»).

## Память
В 1924 году в честь Яакова Рейнеса было названо поселение Неве-Яаков в Палестине, просуществовавшее до 1948 года. С 1972 года это же название носит район Иерусалима. В 1927 году новый мошав в Изреельской долине был назван Сде-Яаков также в честь Рейнеса.